# Sheelagh M. Ellwood
Sheelagh M. Ellwood (1949) es una historiadora e hispanista británica cuya producción ha tratado la historia contemporánea de España.
Es autora de títulos como Spanish Fascism in the Franco Era (1987), The Spanish Civil War (1991), un estudio de la guerra civil en el que expone los mitos de la propaganda franquista sobre el conflicto y en el cual una idea recurrente es el contraste entre la solidez del bando franquista y las divisiones internas en el bando republicano; o Franco (1994), una biografía del dictador.